# TSR Wągrowiec
TSR Wągrowiec (telewizyjna stacja retransmisyjna Wągrowiec) – stacja zlokalizowana na budynku przy ul. Mickiewicza 13a. Od 28 listopada 2012 pełni rolę nadajnika doświetlającego sygnał z multipleksu trzeciego.

## Parametry[1]
- Wysokość posadowienia podpory anteny: 78 m n.p.m.
- Wysokość zawieszenia systemów antenowych: TV: 35 m n.p.t.

## Transmitowane programy

### Programy telewizyjne - cyfrowe
| Skład multipleksu | Częstotliwość | Kanał | Moc promieniowana nadajnika | Polaryzacja | Kompresja wizji |
| --- | ------------- | ----- | --------------------------- | ----------- | --------------- |
| MUX 3 (doświetlenie dla województwa wielkopolskiego) - TVP1 HD - TVP2 HD - TVP3 Poznań - TVP Kultura - TVP Historia - TVP Sport - TVP Info HD | 554 MHz       | 31    | 0,025 kW                    | pozioma     | MPEG-4          |

## Nienadawane analogowe programy telewizyjne
Programy telewizji analogowej wyłączone 28 listopada 2012 r.
| LP | Program | Właściciel            | Częstotliwość | Kanał | Moc ERP nadajnika | Polaryzacja |
| -- | ------- | --------------------- | ------------- | ----- | ----------------- | ----------- |
| 1  | TVP1    | Telewizja Polska S.A. | 751,25 MHz    | 56    | 0,1 kW            | pozioma     |
| 2  | TVP2    | Telewizja Polska S.A. | 587,25 MHz    | 38    | 0,1 kW            | pozioma     |